# チャド・ディアリング
チャド・ディアリング（Chad Deering、1970年9月2日 - ）はアメリカ合衆国の元サッカー選手である。プロとしてのキャリアは、ドイツ、ノルウェー、本国メジャーリーグサッカーで過ごした。代表チームでは18試合に出場し、1998年のFIFAワールドカップにも1試合出場している。

## 経歴

### ユースとキャリア草創期
ディアリングはテキサス州ダラス近郊のプレイノで生まれ育ち、地元のプレイノ高校に通った。パレード誌の全米優秀高校生として2度紙面を飾り、1998年、最高学年の時にはテキサス州高校優秀選手として名を挙げられている。高校生活中、アメリカU-16チームとしてデビューし、1987年のU-16世界選手権に出場した。ディアリングは1ゴールを挙げたが、韓国に2‐4で敗れ去った。
ディアリングは、高校卒業時に全米大学体育協会サッカー1部トーナメントで優勝を成し遂げたばかりのインディアナ大学から積極的勧誘を受けたが、彼は2シーズンを大学で過ごし、12ゴールと12を超えるアシストを決め、すぐにドイツでのプロキャリアを積むことを選んだ。大学ではNCAAの最後のシーズンに2度の全米ベストイレブンの名誉を得た。

### ドイツ
ディアリングのプロとしてのキャリアはヴェルダー・ブレーメンのリザーブ・チームからスタートした。3年間の在籍中、トップチームでの出場チャンスは1度も巡ってこず、1993年にシャルケ04に移籍し、苦しい思いをしながらもシャルケのアマチュアチームでプレーした。
1994年、ノルウェープレミアリーグのローゼンボリで1年を過ごし、ドイツに再び戻り、ドイツ4部リーグのキッカーズ・エムデンと契約した。1996年、エムデンからドイツ2部リーグVfLヴォルフスブルクに移籍し、遂にドイツのトップクラブでプレーすることに成功した。同シーズン、ブンデスリーガへの昇格に貢献し、さらに翌年にはトップリーグにおいて、15試合に出場した。

### MLS
1998年、メジャーリーグサッカー(MLS)でのプレーをするためにアメリカに戻ることにとても関心があると述べた。同年7月2日にMLSとサインした後、MLSはダラス・バーンにディアリングを割り当て、それからの7年間をレギュラーポジションを張ることになった。

### MISL
2004年1月24日、ディアリングはメジャー・インドア・サッカーリーグ(MISL)のダラス・サイドキックスと契約した。2003-2004年シーズンはほとんど終わりに差し掛かっていて、それでも9試合に出場した。

### アメリカのマイナーリーグ
2004年、USLプレミアデベロップメントリーグのDFW・トルネードスでプレーした。2004年12月30日、ユナイテッドサッカーリーグ1部のチャールストン・バッテリーがディアリングと契約した。翌年3月16日、プロキャリアからの引退を発表し、コーチとしてのキャリアを積むために故郷のテキサス州プレイノに帰ることを強く希望した。彼はバッテリーのため2004年8月のシーズン終了までプレーすることはなく、2005年4月のシーズン開幕までいなかった。

### 代表
彼の代表初試合は1993年12月18日、ウーゴ・ペレスとの交代で、試合はドイツに敗戦となった。ディアリングは代表で18試合に出場し、唯一のゴールは1998年3月14日、対パラグアイ戦での2-2の引き分け試合だった。代表監督であったスティーブ・サンプソンがジョン・ハークスを代表から追放したとき、1998年のワールドカップに向け、監督はそのポジションであるディフェンブ・ミッドフィールダーをディアリングに任せることにした。だが、ディアリングはワールドカップではたった1試合、0-2でドイツに敗れた試合のみの出場に終わった。

### 北部テキサス州プレミアサッカー協会(NTPSA)
ディアリングは北部テキサス州プレミアサッカー協会のキックスFCの、30歳以上のクラスでセントラルミッドフィールダーとしてかつての仲間たちとプレーしている。

## 代表歴

### 出場大会
- アメリカ代表
  - 1998 FIFAワールドカップ

### 試合数
- 国際Aマッチ 18試合 1得点（1993年-2000年）[5]

| アメリカ代表 | 国際Aマッチ | 国際Aマッチ |
| 年           | 出場        | 得点        |
| ------------ | ----------- | ----------- |
| 1993         | 2           | 0           |
| 1994         | 1           | 0           |
| 1995         | 1           | 0           |
| 1996         | 0           | 0           |
| 1997         | 1           | 0           |
| 1998         | 6           | 1           |
| 1999         | 2           | 0           |
| 2000         | 5           | 0           |
| 通算         | 18          | 1           |